# Jean-Marc Chatel
Pour les articles homonymes, voir Chatel.
Jean-Marc Chatel est un conteur et un auteur québécois, né en 1946 à Montréal.

## Biographie
Né à Montréal juste après la guerre, il étudie en chimie-biologie à l'Institut de Technologie Laval, puis en pédagogie, en écologie et en environnement à l'Université du Québec.
Ayant une formation de biologiste et parcouru les forêts et les rivières du pays, Jean-Marc Chatel est amené à fréquenter des trappeurs, des chasseurs, des pêcheurs, des forestiers et d'autres menteurs qui lui 'ont parfois inspiré les personnages de ses contes. D'autres fois c'est la vie trépidante de la ville qui l'inspire.
C'est autour d'un feu sur les bords de la Caniapiscau ou à une terrasse de la rue Saint-Denis qu'il commence à conter pour ses compagnons d'aviron ou ses amis. Il conte professionnellement depuis près de sept ans sur toutes les scènes du pays et à l'étranger. Ayant écrit près d'une vingtaine de contes originaux, ce n'est qu'en 1999 qu'il fait ses débuts de conteur professionnel au bar réputé Le Sergent Recruteur. Certains de ses contes lui valent des prix littéraires et sont publiés.
Depuis lors il est invité à conter sur presque toutes les scènes du Québec et est invité à plusieurs occasions à conter en Europe et en Afrique.
Il participe au premier festival de contes à la Maison natale de Louis Fréchette à Lévis ainsi qu'au premier festival de contes à la Maison Chénier-Sauvé à Saint-Eustache où il organise une série de soirées contées qui reçoivent quelques-uns des plus grands conteurs du Québec et de l'étranger.
Jean-Marc Chatel crée aussi la maison de production Contes et légendes du Jardin.
Très impliqué dans le milieu du conte, il est membre du RCQ (Regroupement du Conte au Québec) dont il est membre du C.A durant deux ans.
En plus de ses activités de conteur, il enseigne la biologie et la chimie et rédige plusieurs manuels de science destinés au élèves de niveau secondaire.

## Spectacles de contes
Jean-Marc Chatel fait une quarantaine de spectacles de conte annuellement. Au fil des ans il a visité et revisité les lieux suivants :
- Café Le Troquet à Hull,
- Sergent Recruteur à Montréal
- Café Aragon à Sherbrooke,
- Chez YIP à Sherbrooke
- Café L’Intrus et Soho à Montréal
- Le Fou Bar et RouJe à Québec
- Le Rhinocéros à Rimouski
- Théâtre du Grand Sault, à Lasalle
- Plusieurs Maisons de la Culture
- À l’université du Québec
- Chez Bedondaine à Chambly
- Au Musée des religions à Lévis
- Au Centre national des arts à Ottawa

Il a aussi conté à la Maison de la Culture du Plateau et à la Maison de la Culture de l'Ile-de-la-Visitation, à l'Hôtel de Ville de Montréal, à l'Espace Félix Leclerc de l'Ile d'Orléans, à la Maison Louis Fréchette, au Métropolis bleu, au Musée de la civilisation à Québec et dans bien d'autres endroits.
Il a aussi participé aux festivals québécois suivants : 
- Contes et Complaintes de Baumont
- Bouche à Oreille de Montréal
- Conteurs en Rafales à Tadoussac
- Festival de l’Écofête à Trois-Pistoles
- Festival de Contes de la Pierre-Angulaire à Trois-Rivières
- Festival « Si les jours m’étaient contés » en Estrie.
- Festival Interculturel du Conte du Québec à Montréal
- Festival Contes et légendes du Saguenay-Lac-Saint-Jean
- Festival « Contes et légendes en Innucadie » à Natashquan
- Festival des « Grandes gueules » de Trois-Pistoles et quelques autres

À l'étranger, il a été invité au Cameroun, en Bretagne, à Paris, au Niger et au Burkina Faso. Il a aussi été invité comme conteur en résidence à la Maison Alphonse Daudet à Paris et il est parrain du festival « Les Bouches décousues » de Paris.

## À la radio et à la télé
Il a participé à l’émission « Les Décrocheurs d’Étoiles » à Radio-Canada, conté sur les ondes de CINQ FM, Radio Centre-Ville, ainsi qu'à CIBL FM, il a également tourné une série de «capsules-vidéo» sur le conte pour Télé-Québec.
Il a aussi enregistré deux émissions de télé pour Cogéco, une série d’émissions sur le conte à la première chaîne de Radio-Canada et participé à la série « Légendes urbaines » sur canal D.

## Prix littéraires
Lauréat du concours la « Sein phonie des mots » de la Maison de la culture du plateau Mont-Royal et prix de la nouvelle littéraire policière du Québec. Boursier du Conseil des arts du Québec et du Canada.